# Luís Álvarez Pousa
Luís Álvarez Pousa (Vila de Rei, Trasmiras, 8 de març de 1948) és un periodista i professor universitari gallec, tular de la càtedra de Periodisme Especialitzat a la Facultat de Ciències de la Comunicació de la Universitat de Santiago de Compostel·la.

## Biografia
Llicenciat en Teologia. També és llicenciat en Periodisme per la Universitat Complutense de Madrid; doctor en Història Contemporània per la Universitat de Santiago de Compostel·la. Des de 1973 és l’animador de la Setmana del Cinema a Ourense. Col·labora en comunicació, cultura i periodisme en diverses revistes especialitzades, havent impartit nombroses conferències sobre aquests temes dins i fora de Galícia.
Va treballar com a periodista a La Voz de Galicia durant 23 anys, diari en què va ser el seu primer articulista polític en els anys de la transició espanyola, creant i dirigint fins al 1984 el seu primer suplement de cultura. Al grup Voz també va ocupar altres càrrecs de responsabilitat: coordinador general de Video Voz-TV, primer, i coordinador general de Multimedia Voz, després, va deixar el grup per unir-se a l'equip que va llançar la Facultat de Ciències de la Comunicació. Durant els anys 90, va mantenir a La Voz de Galicia amb el dibuixant Miguelanxo Prado la secció d'opinió "A contratempo". Dos dels premis que li van ser concedits van estar relacionats amb la seva activitat periodística: el Café del Bolengo (1985) a la millor obra d’opinió a Galícia i l’Atlàntida-2003 atorgat pel Gremi d’Editors de Catalunya "per la seva trajectòria cultural promotor i com a periodista cultural". També va rebre el Premi de la Crítica de Galícia d'assaig i pensament 2000 per la seva obra A identidade fronte á rede.
Fundador de les revistes Teima i Tempos Novos, que dirigeix actualment. També és membre del consell assessor de l’IGADI (Instituto Galego de Análise e Documentación Internacional) i membre dels consells editorials de les revistes Tempo Exterior i Criteria. També va treballar als mitjans audiovisuals: va dirigir i presentar Encontros, el primer debat de la història de la TVG, i el programa setmanal Extramuros, sobre les cultures europees del canal gallec. Ha estat membre habitual del programa Ganbara de Radio Euskadi.
A principis dels 70 havia començat i dirigit les històriques Xornadas de Cine de Ourense. Entre el 9 de novembre de 1983 i la seva renúncia el 4 de gener de 1985, va ser director general de Cultura de la Xunta de Galícia, promovent accions dinàmiques i dotant a Galícia d’una infraestructura cultural, creant el Centre Dramàtic Gallec i l’Arxiu d’Imatges. A la Televisió de Galícia va presentar i dirigir els programes Encontros (1986) i Extramuros (1988).
És el director de l'Observatori de Mitjans de Comunicació de Galícia del Col·legi Professional de Periodistes de Galícia.
És autor del poema "A Sementeira", musicat per Fuxan os Ventos i que s'ha convertit en una de les cançons més populars en llengua gallega.

## Obra en gallec
Poesia
- Os cas da vida, 1972, Xistral.

Assaig
- Prensa ameazada. Desde a transición ó fraguismo, Edicións Lea.
- A identidade fronte á rede. O reto mediático de Galicia na Sociedade da Información, 1999, Xerais.

Obres col·lectives
- Os novísimos da poesía galega, 1973, Akal.
- 12 anos na búsqueda da nosa identidade, 1990, Xermolos.
- Globalización e cambio de milenio, Xerais.
- Claves para unha información non sexista, 2010, Atlántica de Información e Comunicación de Galicia. Coordinador con Belén Puñal Rama.
- Á beira de Beiras. Homenaxe nacional, 2011, Galaxia.

Edicions
- A contrapelo, d'Eduardo Blanco Amor, La Voz de Galicia.
- Figuracións, de Luís Seoane, La Voz de Galicia.

## Obra en castellà
Obres col·lectives
- Periodismo de Fuente, Universidade Pontificia de Salamanca.
- Periodismo Especializado, Ariel.